# Die Abenteuer von Tim und Struppi – Das Geheimnis der Einhorn
Die Abenteuer von Tim und Struppi – Das Geheimnis der Einhorn (Originaltitel: The Adventures of Tintin) ist ein computeranimierter Abenteuerfilm in 3D von Steven Spielberg aus dem Jahr 2011. Der Film basiert auf der Comic-Serie Tim und Struppi des Autors und Zeichners Hergé.

## Handlung
Bei einem Flohmarktbummel entdeckt der junge Reporter Tim das Modell eines Schiffes aus dem 17. Jahrhundert, das er dem Händler abkauft. Kaum aber hält er die Einhorn in Händen, wird ein dicklicher US-Amerikaner vorstellig, der ihn aufgeregt vor den Gefahren warnt, die er sich mit dem Kauf aufgebürdet hat. Tim lässt sich aber weder davon noch von dem spitzbärtigen Iwan Iwanowitsch Sakharin beirren, dem Besitzer von Schloss Mühlenhof, der ihm den Dreimaster ebenfalls gerne abkaufen möchte.
Kaum hat Tim die Einhorn daheim abgestellt, reißt Struppi das Schiff bei der Verfolgungsjagd mit einer Katze zu Boden. Tim beklagt, dass der mittlere Mast abgebrochen ist, bemerkt aber nicht, wie aus dem Mast eine metallene Hülse auf den Boden kullert, die Struppi durch sein aufgeregtes Tasten nur noch tiefer unter den Schrank befördert. In einer Bibliothek informiert sich Tim über die echte Einhorn, die dem Schiffsmodell zugrunde liegt, und kommt dabei den vagen Andeutungen eines Geheimnisses auf die Spur, das dieses Schiff, dessen Modelle und den letzten Kapitän des Schiffes, Sir Francis Hadoque, umrankt.
Wieder daheim, muss Tim schnell feststellen, dass ihm sein Modell gestohlen worden ist. Er vermutet sein Eigentum in den Händen Sakharins, so dass er sich des Nachts Zugang zu Schloss Mühlenhof verschafft. Im Innern des Gebäudes entdeckt Tim eine zweite Ausfertigung des Schiffsmodells, die er zunächst für sein gestohlenes Exemplar hält, wird dabei aber vom Schlossherrn Sakharin und dessen Butler Nestor überrascht. Sakharin berichtet seinem ungebetenen Besucher vom „Fluch der Haddocks“, denen Mühlenhof einst gehörte, und versucht von Tim zu erfahren, was er bereits über die ganze Sache weiß. Als Tim später in seine Wohnung zurückkehrt, findet er alle Zimmer verwüstet vor; dadurch wird ihm klar, dass sich etwas Wertvolles in dem Dreimaster befunden haben muss. So sieht er unter dem Schrank nach und entdeckt die Metallhülse, die einen Pergamentstreifen mit einer kryptischen Botschaft verbirgt. Da steht der US-Amerikaner (eigentlich ein Geheimagent namens Barnabas Dawes) an der Haustüre, doch kaum steht er Tim gegenüber, wird er aus einem vorbeifahrenden Fahrzeug mit Schüssen förmlich durchsiebt. Mit letzter Kraft tippt Dawes mit blutigen Fingern auf die Buchstaben einer Zeitung; Tim setzt daraus das armenische Wort Karaboudjan zusammen.
Am nächsten Morgen betraut Tim seine Freunde von Interpol, Schulze und Schultze, mit dem Fall, doch kurz darauf wird Tims Portemonnaie, in dem sich das Pergament befindet, von einem Taschendieb gestohlen, hinter dem die beiden Polizisten bereits seit längerem her sind. Im Anschluss daran wird Tim von Sakharins Komplizen zum Hafen und auf den Frachter Karaboudjan entführt, doch Struppi kann den Entführern folgen und sich heimlich aufs Schiff begeben. Auf dem Schiff wird Tim von Sakharin erwartet, der vergeblich die Herausgabe des Pergamentes fordert. Man sperrt Tim in den Frachtraum, wo er sich von Struppi aus den Fesseln befreien lässt. Da das Schiff sich bereits auf offener See befindet, wagt Tim eine Flucht durch das Bullauge, wobei er eine Etage höher in der Kajüte von Kapitän Haddock landet, dem der neue Schiffseigner Sakharin laufend Alkohol verabreicht, um ihn in Schach zu halten. Als Tim erfährt, dass Haddock der einzige lebende Nachfahre Hadoques ist, und ihn nach dem Geheimnis der Einhorn-Modelle befragt, muss er leider feststellen, dass der Kapitän dieses Geheimnis wegen seines Alkoholismus vollkommen vergessen hat. Sie entschließen sich zur gemeinsamen Flucht, und im Kugelhagel der Galgenvögel entkommen die neuen Freunde in einem Beiboot.
Auf dem Schiff hat Tim Hinweise auf ein drittes Modell der Einhorn gefunden, das sich in der marokkanischen Hafenstadt Bagghar im Besitz des Scheiches Omar Ben Salaad befindet. Mithilfe des Beibootes versucht er, vor der Karaboudjan dorthin zu kommen, doch durch ein Missgeschick des zeitweilig betrunkenen Haddock enden sie zuerst als Schiffbrüchige, bis das Wasserflugzeug der Karaboudjan sie aufspürt und zu beschießen beginnt. Tim kann die Maschine zur Landung zwingen und kapern, und er, Struppi und Haddock setzen die Reise im Flugzeug fort, doch aufgrund einer Gewitterfront, in die sie hineingeraten, und Haddocks Trunksucht erleiden sie eine Bruchlandung inmitten der Sahara. Im doppelten Sinne auf dem Trockenen gelandet, fällt Haddock in ein Delirium und erinnert sich dabei an die Geschichte der letzten Reise der Einhorn. In dieser Geschichte wird offenbar, dass die Einhorn einem Angriff durch die Piraten Rackhams des Roten zum Opfer fiel, der hinter den Schätzen her war, die Francis Hadoque insgeheim transportierte. Die gesamte Crew wurde ermordet, doch Hadoque konnte sich befreien, Rackham im Zweikampf besiegen und das Schiff versenken, um den Schatz nicht in den Händen der Piraten zu lassen.
Tim und Haddock werden von einer Patrouille einer nahegelegenen Militärstation gerettet, und nachdem Haddock sich wieder an die ganze Geschichte erinnern kann, wird ihm auch klar, weshalb Sakharin hinter dem Geheimnis der Einhorn her ist: nicht nur wegen des Schatzes, sondern auch – als direkter Nachfahre Rackhams – aus Rache an der Linie der Hadoques. Zusammen begeben sie sich nach Bagghar zum Palast von Ben Salaad, der sein Einhorn-Modell in einer Panzerglasvitrine ausgestellt hat. Dabei treffen sie dort Schulze und Schultze, die den Taschendieb inzwischen hatten fassen können, und von ihnen erhält Tim sein Portemonnaie und damit sein Pergament wieder.
Sakharin hat ein Freiluftkonzert der „Mailänder Nachtigall“ Bianca Castafiore in Salaads Palast arrangiert, die mit den hohen Tönen ihrer Arie unbewusst das Glas der Vitrine zum Zerspringen bringt, und so kann Sakharin seinen Falken losschicken, damit er die noch gesuchte Schriftrolle aus dem dritten Schiffsmodell stiehlt. Nach einer turbulenten Verfolgungsjagd durch die Straßen Bagghars, während der Tim herausfindet, dass die drei Pergamente übereinandergelegt ihr Geheimnis preisgeben, gelingt Sakharin die Flucht mit allen drei Pergamenten. Er verlässt mit der Karaboudjan Marokko, und Tim ist drauf und dran aufzugeben. Haddock kann ihn aber mit Erfolg auffordern zu kämpfen, und schließlich kommt Tim die Idee, das Schiff mit der Hilfe von Interpol aufzuspüren.
Zur Überraschung der meisten Beteiligten kehrt die SS Karaboudjan in ihren Heimathafen zurück, doch dort werden Sakharin und seine Leute bereits von Tim & Co. erwartet. Haddock und Sakharin führen im anschließenden Scharmützel die alte Fehde zwischen ihren Vorfahren zuerst mit Ladekränen, dann mit Handwaffen fort. In Bedrängnis geraten, droht Sakharin, alle drei Pergamente zu verbrennen; Tim aber kann die kostbaren Blätter retten, und Haddock bekommt die persönliche Genugtuung, Sakharin der Polizei zu überlassen. Mit allen drei Pergamenten in ihrem Besitz finden Tim und Haddock heraus, dass diese übereinandergelegt bestimmte Koordinaten preisgeben. Die Koordinaten führen zurück zu Schloss Mühlenhof, und im Keller finden sie in einem steinernen Globus den Teil des Schatzes, den Hadoque nach der Explosion der Einhorn hatte retten können, aber auch einen Hinweis auf den Fundort des Schiffes – der Anreiz für Tim und Haddock, ein weiteres gemeinsames Abenteuer zu beginnen…

## Hintergrund
Der Film wurde im Performance-Capture-Verfahren gedreht.
Seit einem Telefonat mit Hergé im Frühjahr 1983 plante Spielberg, die Abenteuer von Tim und Struppi ins Kino zu bringen. Nach dem Tod Hergés im selben Jahr hatte Spielberg die Filmrechte von Hergés Witwe erhalten. Hergé selbst hat einen Gastauftritt als der Straßenmaler, der Tim beim Einsetzen der Filmhandlung mit der für ihn charakteristischen Weise zeichnet.
Vorerst wurde Melissa Mathison beauftragt, Drehbuchentwürfe für eine Realverfilmung anzufertigen. Erst Jahrzehnte später ist es zur konkreten Umsetzung des Projekts gekommen. Nachdem das Drehbuch so weit überarbeitet war, dass es umgesetzt werden konnte, beauftragte Spielberg Peter Jacksons Produktionsfirma Weta zu testen, wie das Zusammenspiel eines realen Darstellers mit einem digitalen Hund funktioniere. Er war von dem Ergebnis so sehr begeistert, dass er von seinem ursprünglichen Plan, Tim und Struppi als Realfilm zu produzieren, abrückte, um stattdessen einen Animationsfilm mit der Performance-Capture-Technologie in Zusammenarbeit mit Jackson als Co-Produzent und Co-Autor zu drehen. Peter Jackson erklärte, dass man eine Münze warf und den Zufall entscheiden ließ, wer von beiden bei diesem Film Produktion und Regie übernehmen würde. Beim nächsten Film sollen die Rollen getauscht werden und Jackson die Regie übernehmen. Geplant ist, eine Abenteuer-Trilogie von Tim und Struppi ins Kino zu bringen. Die Dreharbeiten begannen im Februar 2009 und dauerten 32 Tage.
Das Drehbuch basiert hauptsächlich auf den drei Comic-Bänden Die Krabbe mit den goldenen Scheren, Das Geheimnis der „Einhorn“ sowie Der Schatz Rackhams des Roten. Sakharin, ursprünglich nur eine freundliche Nebenfigur aus Das Geheimnis der Einhorn, wird hier eine erweiterte Rolle als der Nachfahre Rackhams verliehen und übernimmt dabei auch die Rolle der Brüder Vogel-Faull als Besitzer von Schloss Mühlenhof.
Die Weltpremiere fand am 22. Oktober 2011 in Brüssel statt. In Deutschland startete der Film am 27. Oktober 2011. In den USA lief der Film erst am 21. Dezember 2011 an.
In Anlehnung an den Film wurde zudem ein Videospiel von Ubisoft herausgebracht. Es wurde unter anderem für die Plattformen Windows, Wii, Playstation 3 und Xbox 360 veröffentlicht.

## Darsteller und Synchronisation
Die deutsche Synchronbearbeitung erstellte die Berliner Synchron AG Wenzel Lüdecke. Das Dialogbuch schrieb Alexander Löwe, Dialogregie führte Dietmar Wunder.
| Rolle                     | Darsteller      | Deutsche Stimme          |
| ------------------------- | --------------- | ------------------------ |
| Tim                       | Jamie Bell      | Nicolás Artajo           |
| Kapitän Haddock           | Andy Serkis     | Lutz Schnell             |
| Iwan Iwanowitsch Sakharin | Daniel Craig    | Dietmar Wunder           |
| Schultze                  | Simon Pegg      | Alexander Doering        |
| Schulze                   | Nick Frost      | Uwe Büschken             |
| Aristide Klemm-Halbseid   | Toby Jones      | Hasso Zorn               |
| Tom                       | Mackenzie Crook | Peter Lontzek            |
| Allan                     | Daniel Mays     | Dennis Schmidt-Foß       |
| Omar Ben Salaad           | Gad Elmaleh     | Tayfun Bademsoy          |
| Barnaby                   | Joe Starr       | Eberhard Haar            |
| Leutnant Delacourt        | Tony Curran     | Peter Flechtner          |
| Pilot                     | Cary Elwes      | Michael Iwannek          |
| Nestor                    | Enn Reitel      | Till Hagen               |
| Bianca Castafiore         | Kim Stengel     | Christin Marquitan       |
| Frau Fink                 | Sonje Fortag    | Margot Rothweiler        |
| Mr. Crabtree              | Enn Reitel      | Friedrich Georg Beckhaus |
| Pilot                     | Phillip Rhys    |                          |
| Ausguck auf der „Einhorn“ | Ron Bottitta    |                          |

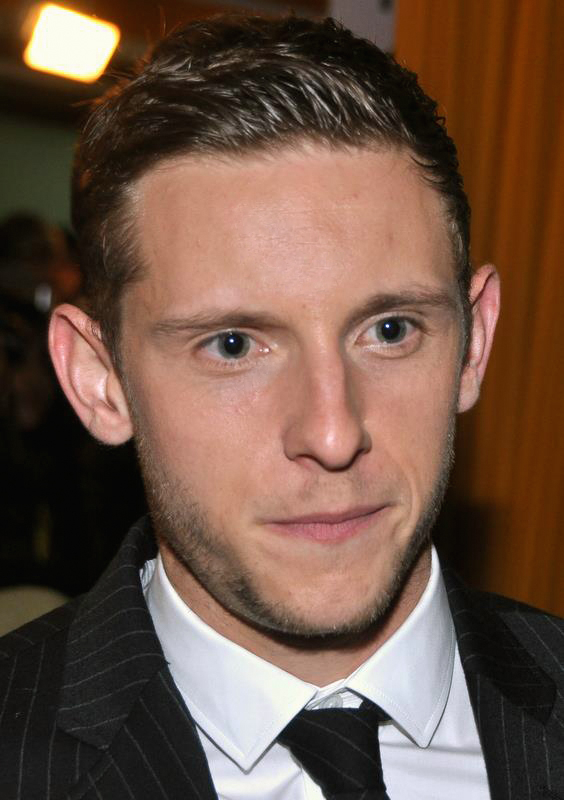
Jamie Bell bei der Pariser Premiere. Die Weltpremiere fand in Brüssel statt.

Der Synchronsprecher Lutz Schnell lieh in den Tim-und-Struppi-Hörspielen sowie in der TV-Zeichentrickserie Tim seine Stimme. Im Film synchronisierte er Haddock.

## Kritiken
Die Kritik war über den Film sehr gespalten. In der Welt erschienen am selben Tag eine Pro- und eine Kontra-Kritik.

### Zu Action, Handlung und Dialogen
Es fehle dem Film nicht an Schauwerten, er zeige „in seinen besten Ansätzen […] jene überbordende Schaulust“, die in dem letzten Indiana-Jones-Film gefehlt habe. In den Action-Szenen verzichte Spielberg auf ein „Schnittgewitter“ und ermögliche es dem Zuschauer, den Überblick zumeist zu behalten, die Verfolgungsjagden seien „mehr oder minder unterhaltsam“, aber die zahlreichen sinnfreien Sachbeschädigungs-Sequenzen „weder animationstechnisch übermäßig gelungen noch besonders originell“, aber immerhin „phasenweise unterhaltsam“. Der Regisseur habe sich „ein paarmal zu oft“ von seinen eigenen Filmen und deren Verfolgungsjagden inspirieren lassen. Bei der Seeschlacht mit Piraten stiegen „unangenehme Erinnerungen“ an Spielbergs Hook (1991) hoch. Die zwei Actionsequenzen gegen Ende seien „ohne Frage optisch beeindruckend“, stellten indes für den Zuschauer ein Übermaß dar.
Auf Spiegel Online stellte David Kleingers fest, es mangle dem Film nicht an Mitteln, doch hinterlasse er „ein sonderbares Gefühl von Ratlosigkeit. Denn der sichtbare Wunsch, möglichst alle Erwartungshaltungen zu befriedigen, führt zu einem unentschlossenen Spagat zwischen Werktreue und den Notwendigkeiten einer zeitgemäßen Dramaturgie.“ Kleingers hielt es für legitim, dass der Film die „kulturelle[n] Stereotypen sowie eine koloniale Weltsicht mit entsprechenden rassistischen Darstellungen“ der frühen Comic-Bände nicht wiedergeben wolle und eine eigene Handlung erfinde. Doch: „Während Tim in seinem ungebrochenen Idealismus akkurat getroffen ist, bleibt Kapitän Haddock schlicht zu zahm“, weil ihm „das anarchische, unberechenbare Element“ der Originalfigur fehle. Die Verbindung von Spielberg und Hergé, jeder auf seinem Gebiet ein Meister, hätte ein Gipfeltreffen werden können, hatte Andreas Platthaus von der Frankfurter Allgemeinen Zeitung gehofft. „Doch wenn der Meistererzähler Spielberg dem Meistererzähler Hergé die Pointen wegstreicht, bleibt von beider Meisterschaft wenig übrig. Nur einer von ihnen ist daran schuldlos.“
Mehrfach bemängelt wurden die Dialoge. Anstrengend und platt, dienten sie zu „verbalisieren, was die Schauspieler mangels mimischen Repertoires nicht auszudrücken vermögen.“ Gelegentlich wirke der Film „geschwätzig, da besonders Tim dauernd vor sich hin redet“. Ungeeignet fürs Kino seien die „Momente, in denen Tim seine Gedanken mit Struppi (und dem Leser) teilt.“

### Zum Animationsverfahren und zur Vorlagenumsetzung
Der Welt-Kritiker Matthias Heine erklärte die „Ängste der weltweiten Tintinologen-Gemeinde vor der Hollywoodmaschine“ für unbegründet: „Der liebevolle Respekt, mit dem sich Spielberg dem Original nähert, könnte kaum größer sein, dennoch begeht er nicht den Fehler, in Ehrfurcht zu erstarren. Und der gefürchtete Technik-Overkill bleibt aus.“ Der „filmhistorische Rang“ der Produktion liege darin, „der erste 3D-Film für denkende Menschen“ zu sein. Jenen Figuren aus der Comic-Reihe, die „immer schon die größte psychologische Tiefe hatten – Struppi und Kapitän Haddock – tun die durch 3D erlangten zusätzlichen Ausdrucksmöglichkeiten gut. Sie gewinnen noch einige Charakternuancen.“
Laut Daniel Kothenschulte von der Frankfurter Rundschau ist es „der beste Abenteuerfilm seit Langem“, auf der Höhe von Spielbergs schönsten Filmen und ein „würdiger Nachfolger“ der Indiana-Jones-Reihe, „ein Wunderwerk der Gattung ‚Kino der Attraktionen‘“. Das Motion-Capturing sei inzwischen weiterentwickelt, spätestens nach einigen Minuten nehme man es nicht mehr als unnatürlich wahr. „Zum ersten Mal hat man nicht mehr das Gefühl, es mit einem schlechten Kompromiss aus Real- und Trickfilm zu tun zu haben, sondern einer eigenständigen Filmästhetik.“ Und: „Erst die digitalen Bildmaschinen können füllen, was Hergé mit seiner klaren Linie umrissen hat: die Realität der Fantasie.“ Kothenschulte wies auf die „liebevollen“ Übergänge von Szene zu Szene hin: „Da wird aus einem tosenden Meer in der nächsten Einstellung eine kleine Pfütze und aus einem Handrücken die Sahara.“ Auch Elke Vogel vom Tagesspiegel äußerte sich über die „beeindruckende“ Animation und die „prima getroffenen“ Figuren, die „extrem echt aussehen. Man sieht zum Beispiel Tims pubertäre Hautunreinheiten oder die wehenden Barthaare“ von Haddock. „Ganz wunderbar: die knollennasigen, trotteligen Polizisten Schulze und Schultze.“ Der taz-Rezensent Michael Pekler schrieb, „gerade die aufs Äußerste reduzierte Mimik der Figuren (die höchstens noch Schnurrbärte oder Knollennasen ins Gesicht bekommen) funktioniert als Übertragung von Hergés sogenannter Ligne-claire-Technik ausgezeichnet.“
Durchwachsen war die Besprechung von Georg Seeßlen in der Zeit. Er fand den im Film erzeugten Tim „lebendiger“ als den gezeichneten. Im ersten Teil des Films „beglückt [Spielberg] Tintin hier mit etwas, was Hergé aus seinem Werk verbannt hatte, mit dem Eintauchen ins Malerische, in alle nur erdenklichen Farben der Dunkelheit und der Ambiguität.“ Im zweiten Teil erschienen die Figuren „in »klarem« Kontrast zu den so perfekt und feinteilig simulierten Erscheinungen der Natur“. Im dritten Teil kämen Verfolgungsjagden. „Nur eine Einheit bildet das nicht. Im Gegensatz zum Comic-Tintin ist der Film-Tim nicht, sondern er geschieht. Sieht man ihn einmal nicht in Bewegung, so beginnen schon Selbstzweifel und Verzagtheit; Tim ist von der ‚Leerstelle‘ nicht zu einer Person geworden, sondern: zu einem postidentischen Akteur, für den Zeit und Raum […] nur als beliebig vorstellbar sind.“ Durch die Vermischung von Elementen verschiedener Jahrzehnte agiere Tim „in einer Nichtzeit, und all die historische Abgründigkeit, diese Verwandlung von einem Mitläufer des Faschismus in einen humanistischen Kämpfer für Gerechtigkeit (mochten wir sie dem Hergé-Tim nun vollständig abnehmen oder nicht), ist auf wundersame Weise verschwunden.“
Rüdiger Suchsland kam im film-dienst zum Schluss: „In der Gesamtschau ergibt sich ein zwiespältiger Befund: Visuell kann der Film die Fans der Vorlage bei aller rein technischen Meisterschaft nicht befriedigen.“ Anstelle der „stilbildend-puristischen Optik“ der Comic-Reihe zeige der Film Figuren, die an Puppen erinnerten:
„Köpfe wie Hände wirken überdimensioniert, die Nasen knollenförmiger als in der Vorlage“. Auch Platthaus (F.A.Z.) betonte den Unterschied „zwischen der revolutionären Zeichenkunst des Belgiers und der Motion-Capturing-Technik, mit der der Amerikaner arbeitet. Die Erste lebt, obwohl sie starr ist, die Zweite wirkt leblos, obwohl sich alles bewegt.“ Und laut dem Spiegel versuche Spielberg, „Hergés nostalgischen Zauber mit Computertricks zu übertrumpfen.“ Das Ergebnis sei „ein brillant inszeniertes, aber mitunter seelenloses Hightech-Spektakel: Tims tote Augen dürften selbst treue Fans verstören.“
In der Welt urteilte Sascha Lehnartz, mit den Comic-Bänden aufgewachsene Anhänger, „die das Werk des Meisters Hergé vor allem wegen seiner ‚ligne claire‘, seiner Eleganz und Subtilität bewundern, werden den Kinosaal […] mit einem üblen Gefühl verlassen: mit dem Gefühl, Zeuge einer 106-minütigen digitalen Schändung, zumindest aber einer brutalen Entführung geworden zu sein. Es gibt eine Szene im ‚Geheimnis der Einhorn‘, in der zwei Finsterlinge Tim chloroformieren und in eine Kiste packen. Das ist ungefähr das, was Steven Spielberg und Peter Jackson ihm angetan haben.“ Nach dem Vorspann werde „alles knollennasig und tumb. Ein paradoxer Effekt stellt sich ein: Während die Figuren in Hergés Comic trotz ihrer Zweidimensionalität für den Leser rasch menschliche Qualitäten anzunehmen scheinen und diesem – wie Spielberg sagt – ‚ans Herz wachsen‘, bleibt es selbst dem gutwilligen Betrachter verwehrt, auch nur einen Hauch von Empathie für deren dreidimensionale Replikanten zu entwickeln. Je menschenähnlicher diese aussehen, umso grotesker wirken sie.“ Nach Ansicht Fritz Göttlers von der Süddeutschen Zeitung vergreife sich der Regisseur an den Comic-Helden und befördere sie in ein totes Niemandsland. Da werden sie zu „monströsen Figuren, die bei aller Rasanz, zu der die Dramaturgie sie verdonnert, ihre plastilinöse Plumpheit nicht kaschieren können. Sie sind nicht Mensch und nicht Phantasiewesen, kennen keinen Ort und keine Zeit, die ihnen gehören […].“ Im ersten Indiana-Jones-Film vor dreißig Jahren sei „der Geist von Tintin sehr viel vitaler“, leider habe Spielberg seit vielen Jahren „das Träumen verlernt“.

## Auszeichnungen
| Preis                                             | Kategorie                                         | Preisträger/Nominierte                                                                   | Resultat  |
| ------------------------------------------------- | ------------------------------------------------- | ---------------------------------------------------------------------------------------- | --------- |
| Academy Awards                                    | Beste Musik                                       | John Williams                                                                            | Nominiert |
| Alliance of Women Film Journalists                | Bester Animationsfilm                             |                                                                                          | Nominiert |
| Annie Award                                       | Bester Animationsfilm                             |                                                                                          | Nominiert |
| Annie Award                                       | Beste animierte Effekte in einem Animationsfilm   | Kevin Romond                                                                             | Gewonnen  |
| Annie Award                                       | Beste Musik                                       | John Williams                                                                            | Gewonnen  |
| Annie Award                                       | Bestes Drehbuch                                   | Steven Moffat, Edgar Wright und Joe Cornish                                              | Nominiert |
| Art Directors Guild                               | Fantasyfilm                                       |                                                                                          | Nominiert |
| BAFTA Award                                       | Bester Animationsfilm                             | Steven Spielberg                                                                         | Nominiert |
| BAFTA Award                                       | Beste visuelle Effekte                            | Joe Letteri                                                                              | Nominiert |
| BMI Film & TV Awards                              | Beste Musik                                       | John Williams                                                                            | Gewonnen  |
| Chicago Film Critics Association                  | Bester Animationsfilm                             |                                                                                          | Nominiert |
| Critics’ Choice Movie Awards                      | Bester Animationsfilm                             |                                                                                          | Nominiert |
| Dallas-Fort Worth Film Critics                    | Bester Animationsfilm                             |                                                                                          | Nominiert |
| Empire Awards                                     | Die Kunst des 3D                                  |                                                                                          | Gewonnen  |
| Florida Film Critics Circle                       | Bester Animationsfilm                             |                                                                                          | Gewonnen  |
| Golden Globe Award                                | Bester Animationsfilm                             | Steven Spielberg                                                                         | Gewonnen  |
| Golden Trailer Award                              | Bester Animation/Familienfilm                     |                                                                                          | Nominiert |
| Golden Trailer Award                              | Beste Werbung (Pre-show)                          |                                                                                          | Nominiert |
| Grammy Award                                      | Beste Musik                                       | John Williams                                                                            | Nominiert |
| Houston Film Critics Society                      | Bester Animationsfilm                             |                                                                                          | Nominiert |
| Houston Film Critics Society                      | Best Original Score                               | John Williams                                                                            | Nominiert |
| IGN Bester von 2011                               | Bester Animationsfilm                             |                                                                                          | Nominiert |
| IGN Bester von 2011                               | Bester Darsteller                                 | Andy Serkis                                                                              | Nominiert |
| Los Angeles Film Critics Association              | Bester Animationsfilm                             |                                                                                          | Nominiert |
| New York Film Critics Online                      | Bester Animationsfilm                             |                                                                                          | Gewonnen  |
| Oklahoma Film Critics Circle                      | Bester Animationsfilm                             |                                                                                          | Gewonnen  |
| Online Film Critics Society                       | Bester Animationsfilm                             |                                                                                          | Nominiert |
| Phoenix Film Critics Society                      | Bester Animationsfilm                             |                                                                                          | Nominiert |
| Producers Guild of America Award                  | Bester Produzent eines Animationsfilms            | Peter Jackson, Kathleen Kennedy und Steven Spielberg                                     | Gewonnen  |
| Satellite Awards                                  | Bester Animationsfilm                             |                                                                                          | Gewonnen  |
| Satellite Awards                                  | Beste Drehbuch                                    | Steven Moffat, Edgar Wright und Joe Cornish                                              | Nominiert |
| Saturn Awards                                     | Bester Animationsfilm                             |                                                                                          | Nominiert |
| Saturn Awards                                     | Bester Regisseur                                  | Steven Spielberg                                                                         | Nominiert |
| Saturn Awards                                     | Beste Musik                                       | John Williams                                                                            | Nominiert |
| Saturn Awards                                     | Bestes Produktionsdesign                          | Kim Sinclair                                                                             | Nominiert |
| Saturn Awards                                     | Bester Schnitt                                    | Michael Kahn                                                                             | Nominiert |
| Saturn Awards                                     | Beste spezielle Effekte                           | Scott E. Anderson, Matt Aitken, Joe Letteri, Matthias Menz und Keith Miller              | Nominiert |
| St. Louis Gateway Film Critics Association Awards | Bester Animationsfilm                             |                                                                                          | Gewonnen  |
| Tokyo Anime Awards 2013                           | Bester ausländischer Film                         |                                                                                          | Gewonnen  |
| Toronto Film Critics Association                  | Bester Animationsfilm                             |                                                                                          | Gewonnen  |
| Utah Film Critics Association                     | Bester Animationsfilm                             |                                                                                          | Nominiert |
| Visual Effects Society                            | Bester visuelle Umsetzung in einem Animationsfilm | Jamie Beard, Joe Letteri, Meredith Meyer-Nichols, Eileen Moran                           | Nominiert |
| Visual Effects Society                            | Bester Charakter in einem Animationsfilm          | Tim — Gino Acevedo, Gustav Ahren, Jamie Beard, Simon Clutterbuck                         | Nominiert |
| Visual Effects Society                            | Herausragende Umgebung in einem Animationsfilm    | Bagghar — Hamish Beachman, Adam King, Wayne Stables, Mark Tait                           | Nominiert |
| Visual Effects Society                            | Herausragende Umgebung in einem Animationsfilm    | Docks — Matt Aitken, Jeff Capogreco, Jason Lazaroff, Alessandro Mozzato                  | Nominiert |
| Visual Effects Society                            | Herausragende Umgebung in einem Animationsfilm    | Piratenschlacht — Phil Barrenger, Keith F. Miller, Alessandro Saponi, Christoph Sprenger | Nominiert |
| Visual Effects Society                            | Herausragende Kamera in einem Animationsfilm      | Matt Aitken, Matthias Menz, Keith F. Miller, Wayne Stables                               | Nominiert |
| Washington D.C. Area Film Critics Association     | Bester Animationsfilm                             |                                                                                          | Nominiert |
| Women Film Critics Circle                         | Bester Familienfilm                               |                                                                                          | Nominiert |
| World Soundtrack Academy                          | Bester Soundtrack des Jahres                      | John Williams                                                                            | Nominiert |
| World Soundtrack Academy                          | Komponist des Jahres                              | John Williams                                                                            | Nominiert |

### Gespräch
- Mit Steven Spielberg in der Zeit, 24. Oktober 2011: „Die 'Tim und Struppi'-Bände sind immer zeitgemäß“

### Kritikenspiegel
Positiv
- Frankfurter Rundschau, 23. Oktober 2011, von Daniel Kothenschulte: Die Realität der Fantasie
- Der Tagesspiegel, 20. Oktober 2011, von Elke Vogel: Hommage mit Knalleffekt
- Die Welt, 26. Oktober 2011, Pro-Kritik von Matthias Heine: Der erste 3D-Film für denkende Menschen

Eher positiv
- taz, 26. Oktober 2011, von Michael Pekler: Nicht Mann, nicht Kind

Gemischt
- film-dienst Nr. 22/2011, S. 30–31, von Rüdiger Suchsland: Die Abenteuer von Tim und Struppi – Das Geheimnis der Einhorn 3D[11]
- Die Zeit, 27. Oktober 2011, von Georg Seeßlen: Pusteblume!

Eher negativ
- Der Spiegel, Nr. 43 vom 24. Oktober, S. 134, nicht gezeichnete Kurzkritik: Struppi, fass!
- Spiegel Online, 24. Oktober 2011, von David Kleingers: Saufen Sie mehr, Kapitän Haddock!

Negativ
- Frankfurter Allgemeine Zeitung, 26. Oktober 2011, S. 35, von Andreas Platthaus: Was hat Spielberg nur aus Hergés Geniestrich gemacht?
- Süddeutsche Zeitung, 26. Oktober 2011, von Fritz Göttler: Aus der Traum von der Unsterblichkeit
- Die Welt, 26. Oktober 2011, Kontra-Kritik von Sascha Lehnartz: Spielbergs digitale Schändung des Hergé-Klassikers

## Fortsetzungen
Spielberg und Jackson planten Das Geheimnis der Einhorn als Beginn eines Dreiteilers. Die aufeinander aufbauenden Folgen Die sieben Kristallkugeln und Der Sonnentempel sollen dabei als Grundlagen für den Film namens Prisoners of the Sun dienen, erneut sollen Andy Serkis und Jamie Bell als Sprecher der Hauptfiguren auftreten. Zunächst wurde der zweite Teil für das Jahr 2015 angekündigt, jedoch aufgrund anderer Verpflichtungen Jacksons unter anderem für die Verfilmung des Hobbits wurde die Produktion mehrfach verschoben. Im Juni 2024 sagte Serkis, dass Peter Jackson weiterhin an einer Fortsetzung arbeite.